# Odsiecz. Polska Walcząca w Ameryce
Odsiecz, właśc. Odsiecz. Polska Walcząca w Ameryce, ang. Fighting Poland – polskojęzyczny tygodnik, wydawany nieregularnie w Windsor w Kanadzie od 17 lipca 1941 do kwietnia 1942. Z datą 17.07.1942 ukazało się tzw.wydanie nadzwyczajne. Ostatni numer 16(38) nosi datę 19.04.1942.
Wydawcą była polska misja werbunkowa generała Bronisława Ducha, poszukująca na emigracji świeżej krwi do szeregów Polskich Sił Zbrojnych.
Kolejne numery redagowali dziennikarze specjalnie sprowadzeni do Kanady. Odsiecz założył Ludwik Rubel, przyciągając do pomocy m.in. rysownika Mariana Walentynowicza oraz pisarza i poetę Ryszarda Kiersnowskiego, pseud. Ryszard Pobóg. Dzięki nim powstał pierwszy i jedyny polski komiks wojenny, żartobliwy i humorystyczny, pod tytułem „Przygody Walentego Pompki”. Bohaterem był chłopak z Warszawy, cwaniak, morus, którego autorzy prowadzą różnymi szlakami, żeby pokazać losy polskich żołnierzy w zmaganiach wojennych. Odsiecz drukowała komiks na całej ostatniej stronie, jednocześnie z tekstem angielskim oddającym humor rymowanego tekstu polskiego. Ponieważ cieszył się wielkim powodzeniem, Odsiecz wydała go również w formie osobnej i kolorowej książeczki.
Celem Odsieczy było przybliżenie chlubnej karty Wojska Polskiego w różnych zakątkach świata, ale przede wszystkim pomoc w formowaniu armii polskiej w Ameryce przez odpowiednie motywowanie młodych ludzi. W kolejnych numerach zamieszczano np. nazwiska i fotografie ochotników oraz sylwetki awansowanych żołnierzy. Niektóre teksty zamieszczano jednocześnie w języku angielskim. Świetne były karykatury Hitlera i innych, autorstwa M. Walentynowicza, który publikował też swoje reportaże z dalekich podróży np. na Malaje.
Zaciąg nie przyniósł jednak spodziewanych rezultatów. Na front do Europy wyjechało niespełna tysiąc polskich żołnierzy. 
Po kwietniu 1942, po likwidacji ośrodka werbunkowego, redaktorów Odsieczy przeniesiono do Londynu do tygodnika „Polska Walcząca”.